# Eygló Ósk Gústafsdóttir
Eygló Ósk Gústafsdóttir (* 1. Februar 1995 in Reykjavík) ist eine isländische Schwimmerin.

## Sportliche Karriere
Eygló nahm 2012 und 2016 für Island an den Olympischen Sommerspielen teil und erreichte bei letzteren über 200 m Rücken den 8. Finalplatz, wobei sie im Halbfinale einen neuen isländischen Rekord über diese Distanz aufstellte. Sie nahm zudem an den Schwimmweltmeisterschaften in Kasan im Jahr 2015 teil.
Eygló wurde im Jahr 2015 vom Verband der isländischen Sportjournalisten (isländisch samtök íþróttafréttamanna) als Sportler des Jahres (isländisch íþróttamaður ársins) geehrt.
Im Sommer 2020 gab Eygló das Ende ihrer aktiven Karriere bekannt; in einem Interview mit Morgunblaðið nannte sie finanzielle Gründe und eine Rückenverletzung, mit der sie in den letzten drei Jahren zu kämpfen hatte.